# Telesync
Telesync, TS – metoda kopiowania filmów, zwykle chronionych przez prawo autorskie; także kopia wykonana tą metodą.
Nagranie pochodzi z kina, jednak – w odróżnieniu od kinówki – stosuje się zewnętrzne źródło dźwięku (pochodzące najprawdopodobniej z kinowego gniazdka do słuchawek dla ludzi słabosłyszących). Często telesync jest wykonywany w pustym kinie lub specjalnym pomieszczeniu z projektorami, przy użyciu profesjonalnej kamery. Powoduje to, że jakość obrazu i dźwięku jest wyższa niż kinówki. Poszczególne kopie TS mogą jednak pod tym względem znacząco się różnić – znaczna część filmów jest błędnie oznaczona jako telesync, zamiast cam.
Telesync jest najczęściej, poza DVDRip, spotykaną formą nielegalnych kopii filmów, zwykle dostępną już po kilku dniach od pojawienia się pierwszych kopii cam.